# Milena Alexejewna Bykowa
Milena Alexejewna Bykowa (russisch Дмитрий Витальевич Сарсембаев, englisch Milena Alekseyevna Bykova; * 9. Januar 1998 in Agidel) ist eine russisch-usbekische Snowboarderin. Sie startet in den Paralleldisziplinen.

## Werdegang
Bykowa startete im Dezember 2013 in Hochfügen erstmals im Europacup belegte dabei Plätze 45 und 19 jeweils im Parallel-Riesenslalom. Bei den Snowboard-Juniorenweltmeisterschaften 2014 in Chiesa in Valmalenco wurde sie Zehnte im Parallelslalom und Neunte im Parallel-Riesenslalom. Ihr Debüt im Snowboard-Weltcup hatte sie im Februar 2014 in Sudelfeld, das sie auf dem 38. Platz im Parallel-Riesenslalom beendete. Bei den Snowboard-Juniorenweltmeisterschaften 2015 in Yabuli errang sie den siebten Platz im Parallelslalom und den vierten Platz im Parallel-Riesenslalom. Im März 2016 erreichte sie in Ratschings mit dem dritten Platz im Parallelslalom ihre erste Podestplatzierung im Europacup. Bei den Snowboard-Juniorenweltmeisterschaften 2016 in Rogla gewann sie die Silbermedaille im Parallelslalom. Zudem wurde sie dort Fünfte im Parallel-Riesenslalom. In der Saison 2016/17 kam sie im Europacup zehnmal unter die ersten Zehn. Dabei holte sie zwei Siege und erreichte zum Saisonende den vierten Platz in der Parallelwertung. Bei den Snowboard-Juniorenweltmeisterschaften 2017 in Klínovec gewann sie die Goldmedaille im Parallel-Riesenslalom und errang im Parallelslalom den fünften Platz. In der Saison 2017/18 erreichte sie im Parallel-Riesenslalom in Lackenhof mit dem zehnten Platz ihre erste Top-Zehn-Platzierung und holte im Parallel-Riesenslalom in Kayseri ihren ersten Weltcupsieg. Beim Saisonhöhepunkt, den Olympischen Winterspielen 2018 in Pyeongchang, belegte sie den zehnten Platz im Parallel-Riesenslalom. Die Saison beendete sie auf dem 16. Platz im Parallel-Weltcup und auf dem 14. Rang im Parallel-Riesenslalom-Weltcup. Im September 2018 holte sie bei den Juniorenweltmeisterschaften in Cardrona die Goldmedaille im Parallel-Riesenslalom und errang im Parallelslalom den neunten Platz. Bei den Weltmeisterschaften 2019 in Park City verlor sie im kleinen Finale des Parallel-Riesenslaloms gegen Ladina Jenny und wurde Vierte. Im Parallelslalom errang sie den 11. Platz. Bei der Winter-Universiade 2019 in Krasnojarsk gewann sie Gold im Parallelslalom und Silber im Parallel-Riesenslalom. In Scuol siegte sie im Finale des Parallel-Riesenslaloms gegen die mehrmalige Weltcup Siegerin Ester Ledecká und holte so ihren zweiten Sieg in einem Weltcuprennen.
In der Saison 2019/20 errang Bykowa mit sechs Top-Zehn-Platzierungen, darunter Platz drei im Parallel-Riesenslalom in Scuol, den siebten Platz im Parallelweltcup und den sechsten Platz im Parallel-Riesenslalom-Weltcup. In der folgenden Saison belegte sie den zehnten Platz im Parallel-Riesenslalom-Weltcup und bei den Snowboard-Weltmeisterschaften 2021 in Rogla den 32. Platz im Parallelslalom und den 16. Rang im Parallel-Riesenslalom. Im folgenden Jahr errang sie bei den Olympischen Winterspielen in Peking den 30. Platz im Parallel-Riesenslalom.
Mit Beginn der Saison 2025/26 wechselte Bykowa den Verband und startet seit dem für Usbekistan.

## Teilnahmen an Weltmeisterschaften und Olympischen Winterspielen

### Olympische Spiele
- 2018 Pyeongchang: 10. Platz Parallel-Riesenslalom
- 2022 Peking: 30. Platz Parallel-Riesenslalom

### Snowboard-Weltmeisterschaften
- 2019 Park City: 4. Platz Parallel-Riesenslalom, 11. Platz Parallelslalom
- 2021 Rogla: 16. Platz Parallel-Riesenslalom, 32. Platz Parallelslalom

## Weltcupsiege und Weltcup-Gesamtplatzierungen

### Weltcupsiege
| Nr. | Datum        | Ort     | Disziplin             |
| --- | ------------ | ------- | --------------------- |
| 01. | 3. März 2018 | Kayseri | Parallel-Riesenslalom |
| 02. | 9. März 2019 | Scuol   | Parallel-Riesenslalom |

### Weltcup-Gesamtplatzierungen
| Saison  | Parallel | Parallel | Parallel-Riesenslalom | Parallel-Riesenslalom | Parallelslalom | Parallelslalom |
| Saison  | Punkte   | Platz    | Punkte                | Platz                 | Punkte         | Platz          |
| ------- | -------- | -------- | --------------------- | --------------------- | -------------- | -------------- |
| 2013/14 | 19       | 49.      | 19                    | 49.                   | -              | -              |
| 2014/15 | -        | -        | -                     | -                     | -              | -              |
| 2015/16 | 334      | 29.      | 100                   | 32.                   | 234            | 27.            |
| 2016/17 | 581      | 28.      | 391                   | 30.                   | 190            | 27.            |
| 2017/18 | 2448     | 16.      | 2260                  | 14.                   | 188            | 31.            |
| 2018/19 | 3240     | 10.      | 2610                  | 8.                    | 630            | 21.            |
| 2019/20 | 2895     | 7.       | 2315                  | 6.                    | 580            | 14.            |
| 2020/21 | 156      | 16.      | 133                   | 10.                   | 23             | 28.            |
| 2021/22 | 98       | 23.      | 97                    | 17.                   | 1              | 49.            |